# Shooting Stars (Film)
Shooting Stars ist ein britisches Stummfilm-Kriminaldrama mit dem der nachmalige Starregisseur Anthony Asquith 1927 sein Regiedebüt hinter der Kamera gab. In Deutschland war der Film nicht im Kino zu sehen.

## Handlung
Die Geschichte spielt in Filmkreisen. Mae Feather ist eine beim Film beschäftigte, verheiratete Nachwuchsmimin, die aber ein Verhältnis mit ihrem Kollegen Andy Wilkes hat, der bei derselben Produktionsfirma als Komiker unter Vertrag ist. Als ihr Ehemann Julian Gordon hinter das Fremdgehen seiner ehrgeizigen Gattin kommt, befürchtet Mae nicht nur einen Skandal, sondern vor allem, dass sie ihre Träume von der angestrebten Hollywood-Karriere mit Andy an den Nagel hängen kann. Um zu retten, was zu retten ist, plant Mae, kurzerhand Julian zu ermorden. Dafür, so glaubt sie, würde sich prächtig eine anstehende, gemeinsame Filmszene eignen: Hier soll mit einem Revolver auf Julian geschossen werden, der natürlich nur mit Platzpatronen geladen ist. Kurzerhand tauscht Mae die unscharfe Munition gegen echte, tödliche Munition aus. In allerletzter Sekunde kommen ihr Gewissensbisse, und Mae schreit inmitten der Szene „Nicht schießen!“. Dies wird aber von allen Beteiligten als höchst dramatische und auch glaubwürdige Schauspieleinlage der Nachwuchsmimin angesehen.
Ein Schuss fällt … und trifft ausgerechnet den unglückseligen Liebhaber Maes, Andy. Julian, der sich keinen Reim darauf machen kann, wie plötzlich scharfe Patronen in den Requisitenrevolver gelangen können, beginnt eins und eins zusammenzuzählen und nunmehr zurecht seine untreue Mae zu verdächtigen. Geschockt von ihrer Skrupellosigkeit, trennt sich Julian von Mae. Jahre später hat es Julian Gordon zu einem erfolgreichen Regisseur gebracht, während sich die überehrgeizige und skrupellose Mae, der einstige „Shooting Star“, mit kleinen und Kleinstrollen abfinden muss. Als Gordon für seine nächste Inszenierung eine Reihe von Kleindarstellern benötigt, wird auch Mae ausgewählt. Sie soll in einer Kirche knien und beten. Die Szene ist längst im Kasten, als Mae noch immer kniet. Alle Mitarbeiter haben das Atelier längst verlassen, die Scheinwerfer sind aus. Regisseur Julian steht neben ihr und erkennt seine Ex-Frau nicht einmal. Dann steht Mae im mittlerweile abgedunkelten Atelier auf, geht bis zum Ende der Halle und verlässt diese wortlos.

## Produktionsnotizen
Shooting Stars entstand 1927 in den Londoner Cricklewood Studios und feierte seine Uraufführung im Februar 1928. Der Film wurde am 29. Oktober 2018 auf arte als Original mit deutschen Untertiteln ausgestrahlt.

## Kritiken
„Die zeitgenössische Kritik hat zwar die melodramatischen Elemente dieses Films angemerkt. Aber sie rühmt die filmische Sprache, die raffinierte Exposition und den Schluß. (…) Shooting Stars war ein Zeichen für die Erneuerung des englischen Films.“

„Spätes Stummfilmdrama mit Komödienanklängen: das Hauptinteresse an diesem Film liegt in dem Blick-hinter-die-Kulissen-Hintergrund und dem Aufkommen eines neuen Regisseurs begründet.“